# Henri van Lamoen
Hendricus Josephus Maria (Henri) van Lamoen (Dordrecht, 6 april 1900 – aldaar, 4 oktober 1949) was een Nederlandse glazenier.

## Leven en werk
Henri of Harry van Lamoen was een zoon van Hendrikus Carolus van Lamoen en Maria Magdalena Mampaey. Zijn vader was glasetser en had een eigen glasbedrijf in Dordrecht. Van Lamoen werd opgeleid aan de  Academie voor Beeldende Kunsten in Rotterdam, als leerling van Alexander van Maasdijk, Herman Mees en Frederik Nachtweh. In 1920 zette hij het atelier van zijn inmiddels overleden vader voort. Hij maakte eigen werk en voerde ontwerpen uit voor onder anderen. In zijn werk is vanaf de jaren dertig een overgang te zien van expressief realisme naar abstractie.  Van Lamoen werkte vijfentwintig jaar samen met Marius Richters, onder meer aan de door Richters ontworpen ramen voor de Zuiderkerk in Rotterdam (1924-1939) en een gedenkraam in de Oosterkerk van Aalten (1946).
Van Lamoen was lid en enige tijd penningmeester van de Kring van beeldende kunstenaars R 33.  Hij exposeerde met een zestal collega's, onder wie Wim Chabot, Wout van Heusden en Emiel Voeten, in september en oktober 1949 in Het Schielandshuis in Rotterdam. Hij overleed in deze periode, op 49-jarige leeftijd.